# Чаббак, Кристин
Кристи́н Ча́ббак (англ. Christine Chubbuck; 24 августа 1944, Хадсон, Огайо, США — 15 июля 1974, Сарасота, Флорида, США) — американская тележурналистка, совершившая самоубийство в прямом эфире телевизионной трансляции.

## Ранние годы жизни
Кристин Чаббак родилась в городе Хадсон, штат Огайо, в семье Маргареты Д. (Пэг) (англ. Margaretha D. "Peg"; 1921–1994) и Джорджа Фэйрбэнкса Чаббак (англ. George Fairbanks Chubbuck; 1918–2015). Имела двух братьев: Грега и Тима.

## Образование
Училась в школе для девочек в Шейкер-Хайтс, пригороде Кливленда. Училась в Университете Майами в Оксфорде, штат Огайо, в течение одного года по специальности театрального искусства, затем перевелась в Эндикотт-колледж (Беверли, штат Массачусетс), затем в Бостонский университет, который и закончила в 1965 году со степенью в области телерадиовещания.

## Карьера
Журналистка Кристин Чаббак поступила на работу на канал WXLT-TV — филиал телевизионной компании Эй-би-си во Флориде. Её обязанность состояла в подготовке криминальной хроники — репортажей о драках, грабежах, изнасилованиях, уличных перестрелках. Руководство телеканала постоянно требовало от репортёров больше кровавых и шокирующих репортажей, мотивируя это тем, что зрители в душе садисты и убийцы.

## Смерть

### Депрессия
Чаббак подробно рассказывала своей семье о своей борьбе с депрессией и суицидальными наклонностями, хотя она не сообщила родным о своих конкретных намерениях. Она пыталась умереть от передозировки наркотиков в 1970 году и часто ссылалась на это событие. Посещала психиатра за несколько недель до своей смерти. Мать Чаббак предпочла не сообщать руководству телекомпании о суицидальных наклонностях своей дочери, потому что боялась, что Кристин будет уволена.
Её фокусирование внимания на отсутствии интимных отношений, как правило, считается движущей силой её депрессии; её мать позже подвела итог: «самоубийство было просто потому, что она была недовольна своей личной жизнью». Она пожаловалась коллегам, что приближается её тридцатый день рождения и она всё ещё девственница, которая никогда не была на свидании с мужчиной более двух дней. Её брат Грег позже вспоминал, что она несколько раз встречалась с мужчиной, прежде чем переехать в Сарасоту, но согласилась, что у неё возникли проблемы с социальными связями в курортном городке. Он полагал, что её постоянное самоуничижение по поводу отсутствия интимных отношений способствовало продолжению депрессии. В более позднем интервью Грег заявил, что у Кристин были серьёзные отношения с двумя парнями: первый эпизод случился, когда она была подростком и была с мужчиной лет 20, который впоследствии погиб в автомобильной аварии, а второй эпизод случился в уже взрослое время, но она разорвала отношения с мужчиной под давлением отца, потому что парень был евреем.
За год до трагедии ей удалили правый яичник во время операции и сказали, что если она не забеременеет в течение двух-трёх лет, то маловероятно, что она когда-либо сможет зачать ребёнка.
Согласно статье Салли Куинн, опубликованной в 1974 году в газете «Вашингтон пост», Чаббак безответно влюбилась в коллегу Джорджа Питера Райана. Она испекла ему торт на день рождения и старалась обратить на себя его внимание, но узнала, что он уже встречается со спортивной журналисткой Андреа Кирби. Кирби была близким человеком для Чаббак, но ей предложили новую работу в Балтиморе, что ещё больше подавило Кристин.
Отсутствие у Чаббак романтического партнёра предположительно было связано с её отчаянным желанием иметь близких друзей, хотя коллеги говорили, что она была склонна к грубости и самозащите, когда они делали дружеские жесты по отношению к ней. Она была самоуничижительной, постоянно критиковала себя и отвергала любые комплименты, которые ей делали другие. Несколько лет спустя её брат Грег вспоминал, что у неё было множество симптомов биполярного расстройства, которое на момент её смерти не было общепризнанным в психиатрическом сообществе.
За неделю до самоубийства она сказала Робу Смиту, редактору ночных новостей, что она купила пистолет, и пошутила о том, как покончить с собой. Позже Смит заявил, что он не ответил на то, что он посчитал «больной» попыткой Чаббак пошутить, и сменил тему. В тот же период Кристин готовила репортаж о самоубийствах, для чего она обратилась с интервью к офицеру местного полицейского участка. Во время интервью она расспрашивала у него о способах самоубийства и о том, какой же способ считается самым эффективным. Офицер ответил, что самым эффективным способом покончить с собой с помощью пистолета является приставление ствола за правое ухо, а не выстрел в рот, как могли бы подумать многие.

### Самоубийство
15 июля 1974 года Кристин Чаббак вела собственное ток-шоу на канале WXLT-TV. На восьмой минуте в эфире случилась накладка — анонсированный сюжет о стрельбе в ресторане не мог быть показан по техническим причинам. Узнав об этом, Кристин Чаббак произнесла:

«Поддерживая проводимую „Каналом 40“ политику, подразумевающую демонстрацию самой свежей крови и кишок в прямом эфире в полном цвете, вы станете первыми телезрителями, которым будет продемонстрирована попытка суицида в прямом эфире». Оригинальный текст (англ.)In keeping with the WXLT practice of presenting the most immediate and complete reports of local blood and guts news, TV 40 presents what is believed to be a television first. In living color, an exclusive coverage of an attempted suicide.

Сказав это, Кристин Чаббак достала револьвер, приставила его к голове за правым ухом и нажала на спусковой крючок. Спустя несколько секунд журналистка ударилась головой об стол с сильным гулким звуком. Случившееся было так неожиданно, что в первый момент оператор Джин Рид приняла всё это за шутку и, только увидев дёргающееся в агонии тело, поняла, что Кристин Чаббак действительно застрелилась.
Кристин Чаббак была экстренно госпитализирована в мемориальный госпиталь Сарасоты. Спустя 14 часов женщина скончалась.
После происшествия режиссёр программы Майк Симмонс посмотрел в составленный Кристин Чаббак сценарий телепередачи, который был у неё в руках. В сценарии были прописаны четыре новости, последняя фраза и самоубийство. Более того, согласно сценарию после самоубийства программа должна была продолжаться, а роль телеведущего должен был взять на себя технический директор.

## Реакция
Есть мнение, что сценарист Пэдди Чаефски положил историю самоубийства Кристин Чаббак в основу сценария фильма «Телесеть».
В 2016 году вышел фильм Антонио Кампоса «Кристин», рассказывающий о последних неделях жизни Кристин Чаббак и её самоубийстве. Главную роль сыграла Ребекка Холл.
Также в 2016 году вышел документальный фильм Роберта Грина «Кейт играет Кристин». Главную роль сыграла Кейт Лин Шейл.

## Запись
Хоть самоубийство и было показано в прямом эфире, запись инцидента никогда не выкладывалась в публичный доступ. На момент расследования происшествия существовали одна кассета и четыре копии. Все материалы были переданы семье, которая, как утверждается, уничтожила их.
Аудиозапись того эфира была опубликована на YouTube, из которой была вырезана сцена монолога и самоубийства. По состоянию на 9 апреля 2023 года доступ к записи ограничен. 
Также существует реконструкция инцидента, созданная по описанию свидетелей.